# Eli
Eli är i Sverige ett könsneutralt namn, men något vanligare bland män. I Sverige är Eli mycket ovanligt, i USA är det desto vanligare. I Norge är Eli däremot vanligast bland kvinnor, med ca 8800 bärare.
Kvinnonamnet kommer ursprungligen från danskan där det bildades som en variant av Elle, vilket har sitt ursprung i de grekiska orden elene, 'fackla', eller elios, 'sol'. (se Helena (namn))
Mansnamnet Eli är ett hebreiskt namn som betyder 'hög, upphöjd' eller 'min Gud'. Se Elis och Elis (namn).

## Personer med förnamnet Eli
- Eli P. Ashmun, amerikansk politiker (federalist).
- Eli Fara, albansk sångerska.
- Eli Heckscher, svensk nationalekonom och ekonomisk historiker.
- Eli Matheson, australisk landhockeyspelare.
- Eli Roth, amerikansk filmregissör, manusförfattare och skådespelare.
- Eli Saulsbury, amerikansk demokratisk politiker.
- Eli C.D. Shortridge, amerikansk politiker.
- Eli Steele, amerikansk författare och regissör.
- Eli Svänsson, svensk folkskoleinspektör och politiker (socialdemokrat).
- Eli Wallach, amerikansk skådespelare.
- Eli Whitney, amerikansk uppfinnare.

## Historiska personer med förnamnet Eli
- Eli, överstepräst i Silo. Han nämns i Första Samuelsboken och Andra Samuelsboken. Under domartiden (1000-talet f.Kr.) tjänstgjorde Eli vid templet i Silo. Samuel fördes av sin far Hanna till Eli för att han skulle uppfostras i templet.

## Fiktiva personer med förnamnet Eli
- Eli, en person i Fritiof Nilsson Piratens romansvit som inleds med  Bombi Bitt och jag från 1932.
- Eli, huvudkaraktären i den amerikanska science fiction-filmen The Book Of Eli
- Eli, vampyren, med gudomliga krafter och med oklar könstillhörighet i romanen Låt den rätte komma in från 2004, vilken också filmatiserats av Tomas Alfredson (2008)